# Антимикробна активност вина
Антимикробна активност вина заснива се на дејству неких састојака вина, као што су: фенолна киселина, п-кумарна киселина и неки флавоноида, као (+)- катехин и кверцетин, против грам-позитивних и грам-негативних бактерија. Наиме досадашњим истраживањима утврђено је да флавоноиди и фенолне киселине у винама имају антибактеријска, антифугална, антивирална, антинеопластична, хепатопротективна, имуномодулациона, анти-инфламаторна, антимикробна, антиканцерогена, антимутагена својства.

## Епидемиологија
Иако се зна да претерано конзумирање алкохола, па и у облику вина, може да има штетан утицај по човеково здравље, епидемиолошке студије с почетка 20. века показале су да постоје и веома значајни позитивни утицаји црвеног вина на стање у људском организму.
Светска здравствена организација (1970) укључила је преко 1.000.000 становника из 18 развијених земаља света у бројна истраживања, да би после статистички обраде изнела став да је у земљама са већом потрошњом вина, смртност од кардиоваскуларних обољења 3-5 пута мања у однсоу на земље где је потрошња вина мала (познати „француски парадокс”).
Умерено конзумирање црвеног вина, око 120 ml дневној може да доведе до смањења ризика од кардиоваскуларних болести од 25 до 60%.
Такође досадашњим истраживањима утврђено је да флавоноиди и фенолне киселине у винама имају антибактеријска, антифугална, антивирална, антинеопластична, хепатопротективна, имуномодулациона, анти-инфламаторна, антимикробна, антиканцерогена, антимутагена својства.
 
Механизми антимикробног деловања фенолних једињења нису још увек у потпуности разјашњени. Мада је познато да кверцетин делује на ДНК, док епигалокатехин, као антимикробни агенс, делује на ћелијске мембране.
Антимикробно деловање Вина, се појачава се на са ниским пХ вредностима у присутности етанола (неповољним условима за развој микроорганизама).
Даглија и сардници (2007), показали су да вино може бити ефикасан антибактеријски агенс против бактеријских врста из групе стрептокока.

## Антимикробна активност црвених вина у истраживањима
Антимикробна активност црвених вина која се углавном испитуе применом дискдифузионе и микродилуционе методе према шест грам-позитивних бактерија: Клостридијум перфрингенс АТЦЦ 19404, Бацилус субтилис АТЦЦ 6633, Листерије АТЦЦ 33090, Стафилококуса ауреус АТЦЦ 6538, Сарцине лутее АТЦЦ 9341 и Микрококуса флавус АТЦЦ 40240 и шест грам-негативних: Ешерихија коли АТЦЦ 25922, Псеудомонаса аеругиноза АТЦЦ 9027, Салмонеле ентеритидис АТЦЦ 13076, Шигеле сонеи АТЦЦ 25931, Клебсијеле пнеумониаа АТЦЦ 10031 и Протеуса вулгариса АТЦЦ 8427), као и према квасцу - Кандида албиканс.
Примена ове методе показало се да свако вино поседује антибактеријско својство, али да његов интензитет дејства према истој бактеријској врсти различит и да зависи од; сорте грожђа, његовог састава, поднебља бербе грожђа, начина обраде и чувања итд.
Анализе испитиваних црвених вина показале су на микробиолошком диску (50 μL/disc) да имају инхибициону зону деловања до 20,0 mm према неким бактеријским сојевима, што је упоредљиво са инхибиционом зоном деловања стандардних антибиотика (која се креће од 16,0 - 35,0 mm) и неких фенолних једињења, као што су: гална киселина, кверцетин и (+)- катехин (14,5 - 21,8 mm).
Корелационом анализом такође је потврђено да постоји добра корелација између антимикробног деловања црних вина према Ешерихија коли и нађених концентрација за (+)- катехин (0,6625) и укупних фенолних киселина (0,7333), као и између Стафилококуса ауреуса и нађених концентрација за (+)- катехин (0,7433) и укупних фенолних киселина (0,5121).
На основу истраживања антиоксидационе и антимикробне активности вина утврђено је да се најбоље корелације успостављају са укупном концентрацијом детектованих флавоноида, па је закључено да је биохемијско деловање црвених вина, заправо последица
синергестичког деловања већег броја биолошкоактивних компонената, а не само једне.
То наводи на закључак да квалитетна црвена вина са повећаним садржајем фенола, и других супстанци због свок антимикробног дејства могу бити конкурентнија на светском тржишту.
Разлика у антимикробног активности између црвених и белих вина
Црвена вина у односу на бела показују јачу антимикробну активити према грам позитивним бактеријама следећим редоследом: 
Антимикробна активност црних вина према тестираним грам-негативним бактеријама

## Литертура
- Jovančićević, Branimir, Karakterizacija i korelacija bioaktivnih fenolnih jedinjenja crvenih vina Balkana i njihova antioksidaciona i antimikrobna svojstva. doktorska disertacija, Hemijski fakultet Univerzitetau Beogradu, 2014.

|  | Молимо Вас, обратите пажњу на важно упозорење у вези са темама из области медицине (здравља). |